# Hexatoma beebeana
Hexatoma beebeana är en tvåvingeart som beskrevs av Alexander 1950. Hexatoma beebeana ingår i släktet Hexatoma och familjen småharkrankar.
Artens utbredningsområde är Venezuela. Inga underarter finns listade i Catalogue of Life.